# حركة الشيخ منصور
كانت حركة الشيخ منصور، المعروفة أيضًا باسم تمرد 1785 - 1791 في شمال القوقاز، حربًا كبرى بين الإمبراطورية الروسية وشمال القوقاز، أثارها الزعيم الديني والعسكري الشيشاني الشيخ منصور، الذي عارض سياسات التوسع الروسي وأراد توحيد شمال القوقاز تحت دولة إسلامية واحدة.
بدأت الحملة بفشل روسي في القبض على الشيخ منصور، الذي نشر الإسلام بين الشيشان، وسرعان ما تحولت إلى تمرد مناهض لروسيا على مستوى المنطقة. وعلى الرغم من انتصارها في البداية، إلا أن التكتيكات الروسية الوحشية، ومن بينها حرق القرى وتدميرها، فضلًا عن الخسائر العسكرية المتكررة لمتسلقي الجبال، أدت إلى تراجع التمرد، فخسر منصور العديد من أنصاره. غادر إلى شركيسيا في يوليو 1787، حيث تكبد آخر هزائمه من خلال حصار أنابا عام 1791. ومع ذلك، فإنه يحظى بالتبجيل بصفته بطل قومي بين الشيشان والشركس حتى يومنا هذا.

## المرحلة الأولى (يوليو - ديسمبر 1785)

### حملة ألدي
بين أبريل ويونيو عام 1785، بدأت الإمبراطورية الروسية الاستعداد لحملة ضد الشيشان المتمردين وللقبض على الشيخ منصور. وفي بدايات يوليو، أُرسلت مفرزة روسية قوية قوامها 3,000 جندي بقيادة الضابط الروسي نيكولاي دي بيري إلى ألدي وألخان يورت. وصلت المفرزة إلى ألدي في 7 يوليو ودخلت القرية لتجدها شبه فارغة. فأحرق الجيش الروسي القرية وبدأ بالتراجع، دون أن يتمكن من أسر الشيخ منصور.
في الغابة القريبة من القرية، حاصر عدة مئات من المقاتلين الشيشان بقيادة منصور نفسه، المفرزة الروسية وفرقوها في أنحاء الغابة، مما أسفر عن مقتل 745 جنديًا (5 ضباط و740 عسكري) وأسر 162 آخرين (8 ضباط، 154 عسكري) بالإضافة إلى آليتي مدفع. وهكذا هُزمت المفرزة وقُتل بيري بذاته. وقُتل نحو 100 مقاتل شيشاني فقط، حسب ما قاله منصور خلال الاستجوابات.
ونتيجة لذلك، ارتفعت شعبية منصور في جميع أنحاء شمال القوقاز، وتوافد عدة آلاف من المقاتلين من جميع أنحاء المنطقة للانضمام إلى جيشه، مما سمح له بإجراء عمليات عسكرية بعد أيام فقط من المعركة. وفي اليوم الثامن من الشهر نفسه، هاجمت مفرزة روسية أخرى بقيادة فيودور أبراكسين قرية ألخان يورت الشيشانية، فهزمت المدافعين عنها ودمرت القرية خلال معركة ألخان يورت. لكن هذا لم يغير من نفسية المتمردين الذين استمروا في الانضمام إلى معسكر منصور.

### الحملة الأولى على كيزليار
ألقى منصور كلمةً وجهها إلى جميع أتباعه، حثهم فيها على مهاجمة التحصينات الروسية ومحاربة التوسع الروسي. وأعلن أنه سيهاجم كيزليار بنفسه قريبًا.

#### الهجوم على كارجينسك
بعد أيام قليلة من معركة ألدي، في 14 يوليو، هاجم المتمردون، الذين يبلغ عددهم أكثر من 5,000 مقاتل، معقل كارجينسك. وأشعلوا حريقًا، سرعان ما امتد إلى مخزن البارود، ونتيجة لذلك انفجر المعقل بأكمله مع معظم المدافعين عنه. فاقتحمت قوات منصور المعقل وأسرت ما تبقى من المدافعين بالإضافة إلى أربعة مدافع. وكان هذا أول انتصار للمنصور خارج الشيشان.

#### حصار كيزليار
في 15 يوليو، بدأ المتمردون حصارهم على كيزليار. وشنوا 5 هجمات إجمالًا على الحصن، لكنها صُدت جميعها. وانسحبوا في نهاية اليوم إلى معسكراتهم.
وفي وقت مبكر من اليوم التالي، أرسلت القيادة الروسية فوج مشاة تومسك لمهاجمة معسكر المتمردين وإبعادهم عن كيزليار. لكن الفوج تكبد خسائر فادحة واضطر إلى التراجع إلى الحصن، فانتهى الحصار الأول على كيزليار دون تحقيق نصر حاسم لأي من الطرفين.
ألقى منصور بعدها خطابًا، أثنى فيه على جيشه لاستيلائه على معقل كارجينسك وهزيمة فوج تومسك، لكنه حفزهم أيضًا على مواصلة القتال. نجح خطابه، ولم ينظر أي من المتمردين تقريبًا إلى الانسحاب من كيزليار على أنه هزيمة. بشكل عام، رفض النبلاء والأمراء الأثرياء والأقوياء في شمال القوقاز الانضمام إلى منصور، في حين انضم العديد من الفلاحين والمدنيين، إذ كان الأثرياء يخشون الحملات العقابية الروسية عليهم أو فقدان قوتهم. ومع ذلك، كانت هناك استثناءات ملحوظة، مثل أحمد دوداروف من أوسيتيا والعديد من أبناء حكام خانات الكوميك.
ومع انتشار الشائعات حول الحملة الثانية على كيزليار، نفذت القيادة الروسية عدة عمليات دفاعية وبدأت في تعزيز كيزليار. أُرسل فوج مشاة أستراخان بالإضافة إلى مفرزة كالميك القوية بقوام 2,000 جندي إلى الحصن.

### حملة غريغوريوبولس
أرسل الأمراء القبارديون دعوة إلى الشيخ منصور، فقبل بها، حسب إفادة الرائد زيلتسوف، وسافر إلى قبارديا في 26 يوليو. وعلى الفور، أرسل القادة الروس تعزيزات إلى معقل غريغوريوبولس، وأرسلوا أيضًا مفرزة بقيادة العميد فيودور أبراكسين إلى نهر مالكا لمنع منصور من مقابلة القبارديين. تمكن منصور من مقابلة أمراء قبارديا الصغرى، وخطط معهم للهجمات والحملات المستقبلية. أقنع أيضًا الأميرين دول موداروف وبيرد كابتساغ بالانضمام إليه ومهاجمة غريغوريوبولس.
وفي 29 يوليو، وصل جيش المتمردين إلى غريغوريوبولس وحاصروه. حاولوا دخول المعقل، لكنهم فشلوا في ذلك. ومن خلال تجربتهم في الهجوم على كارجينسك، بدأ المتمردون في حرق المنازل والإسطبلات والمنشآت الأخرى المحيطة بالمعقل وحاولوا تسلق الجدران مرة أخرى. صُد هذا الهجوم بخسائر فادحة. وبعد يوم واحد، اقتحم 180 جنديًا روسيًا المعقل وشنوا هجومًا مباغتًا على متسلقي الجبال، الذين أُخذوا على حين غرة وأُجبروا على التراجع، فانتهت بذلك معركة غريغوريوبولس.

### العمليات العسكرية الصغرى
في أغسطس 1785، أعلن منصور أن الهجوم الثاني على كيزليار سيبدأ قريبًا. ومع ذلك، عارض العديد من سكان المرتفعات هذا الخيار. ودعت عشيرة كاشكاليكوف والعشائر الشيشانية الأخرى، منصور لمناقشة العمليات المستقبلية. وأعلنوا في المجلس موافقتهم على مقاومة روسيا بشكل مشترك، ولكن دون الهجوم على كيزليار، إنما ضد المستوطنات العديدة الواقعة بين قريتي شيلكوزافودسكايا وشيدرينسكايا القوزاقية. لم يأملوا بفرصهم حول كيزليار واعتقدوا أنه سيكون من الأفضل بدايةً الاستيلاء على القرى ضعيفة الدفاع وسرقة قطعان الخيول وأسر قاطنيها. وافق منصور، لكنه لم يرغب في التخلي عن خططه بشن حملات على كيزليار وفاديكافكاز وغيرهما لأنه كان يعتقد أن مثل هذه العمليات الكبرى هي التي ستقرر نتيجة الحرب. وبعد فترة وجيزة، بدأ قاطنو المرتفعات بمهاجمة المستوطنات العسكرية على نهر تيريك.
وفي اليوم التالي، هاجم 400 متمرد قرية كالينوفكا، ولكن القوزاقيين تصدوا لهم بعد أن حُذروا بشأنهم واستعدوا لمواجهتهم. وفي اليوم نفسه، شن 200 متمرد عدة هجمات ناجحة على مستوطنات الجنود بالقرب من فلاديكافكاز، حيث استولوا على 800 رأس من الماشية و50 شخصًا. لاقت العديد من الهجمات الأخرى النجاح أيضًا.
حفزت النجاحات الأخيرة الشراكسة أيضًا، وبدأوا في حمل السلاح ضد القوات الروسية. تجمع نحو 1,800 مقاتل شركسي عند نهر كوبان، مستعدين لمهاجمة التحصينات الروسية.
واضطر الجنود والمستوطنون إلى العيش متمسكين بأسلحتهم. ولم تنطلق قافلة تجارية واحدة ولا وسيلة نقل تحمل البضائع والأسلحة ولم يتمكن وفد واحد من الحركة دون مرافقة قافلة عسكرية كبيرة. ففي الواقع، احتُجزت القوات والقوزاقيون والمستوطنون داخل جدران مستوطناتهم. كانت خطة منصور إعادتهم إلى روسيا ومنعهم من الاستيلاء على أراضي الشيشان وشعوب القوقاز الأخرى.